# الطباخ (فلم)
الطباخ (بالإنجليزية: The Cook) هو فيلم كوميدي صامت انتج في سنة 1918 من تأليف وإخراج روسكو "فاتي" آرباكل وبطولة آرباكل وباستر كيتون، الفيلم يركز على ما يجري في أحد المطاعم الراقية، ويظهر محاكاة ساخرة لأفلام ثيدا بارا سالومي وكليوباترا حيث يرقص آرباكل مستخدمًا الأواني والسجق.

## حالة الحفظ
كان الفيلم يعتبر فيلم مفقود لعدة عقود قبل اكتشاف نترات الطباعة التالفة في الأرشيف النرويجي السنيمائي في سنة 1998، وتم العثور على المزيد من اللقطات في هولندا سنة 2002، الفيلم حاليًا متاح على DVD تحت عنوان The Cook and Other Treasures.

## طاقم التمثيل
- روسكو "فاتي" آرباكل
- باستر كيتون
- آل سانت جون
- أليس ليك
- جلين كافيندا

## وصلات خارجية
- مقالات تستعمل روابط فنية بلا صلة مع ويكي بيانات
- The Cook على موقع أول موفي.